# 大阿拉佩河
大阿拉佩河（西班牙語：Río Arapey）是烏拉圭的河流，位於該國西北部，由薩爾托省負責管轄，河道全長240公里，流域面積11,410平方公里，最終注入烏拉圭河。

## 外部連結
- GEOnet Names Server（页面存档备份，存于）